# Lebanon Township (Illinois)
Die Lebanon Township ist eine von 22 Townships im St. Clair County im Westen des US-amerikanischen Bundesstaates Illinois. Im Jahr 2010 hatte die Lebanon Township 4538 Einwohner.
Die Township liegt im Metro-East genannten östlichen Teil der Metropolregion Greater St. Louis um die Stadt St. Louis im benachbarten Missouri.

## Geografie
Die Lebanon Township liegt im östlichen Vorortbereich von St. Louis. Der Mississippi, der die Grenze zum Bundesstaat Missouri bildet, liegt rund 40 km westlich.
Die Lebanon Township liegt auf 38°36′34″ nördlicher Breite und 89°45′57″ westlicher Länge und erstreckt sich über 58,9 km².
Die Lebanon Township liegt im äußersten Nordosten des St. Clair County und grenzt nördlich an das Madison sowie östlich an das Clinton County. Innerhalb des St. Clair County grenzt die Lebanon Township im Süden an die Mascoutah Township, im Südwesten an die Shiloh Valley Township sowie im Westen an die O’Fallon Township.

## Verkehr
In der Township kreuzt der in West-Ost-Richtung verlaufende U.S. Highway 50 die Illinois State Route 4. Alle weiteren Straßen sind County Roads oder weiter untergeordnete teilweise unbefestigte Fahrwege.
Durch die Lebanon Township verläuft eine Eisenbahnlinie der CSX Transportation, die von St. Louis nach Osten führt.
Der St. Louis Downtown Airport liegt rund 45 km westlich, der größere Lambert-Saint Louis International Airport liegt rund 75 km westnordwestlich der Lebanon Township.

## Demografische Daten
Nach der Volkszählung im Jahr 2010 lebten in der Lebanon Township 4538 Menschen in 1769 Haushalten. Die Bevölkerungsdichte betrug 77 Einwohner pro Quadratkilometer. In den 1769 Haushalten lebten statistisch je 2,34 Personen.
Ethnisch betrachtet setzte sich die Bevölkerung zusammen aus 81,4 Prozent Weißen, 14,4 Prozent Afroamerikanern, 0,2 Prozent amerikanischen Ureinwohnern, 0,6 Prozent Asiaten sowie 0,6 Prozent aus anderen ethnischen Gruppen; 2,6 Prozent stammten von zwei oder mehr Ethnien ab. Unabhängig von der ethnischen Zugehörigkeit waren 2,0 Prozent der Bevölkerung spanischer oder lateinamerikanischer Abstammung.
20,0 Prozent der Bevölkerung waren unter 18 Jahre alt, 65,9 Prozent waren zwischen 18 und 64 und 14,1 Prozent waren 65 Jahre oder älter. 50,2 Prozent der Bevölkerung war weiblich.
Das mittlere jährliche Einkommen eines Haushalts lag bei 43.446 USD. Das Pro-Kopf-Einkommen betrug 21.795 USD. 14,7 Prozent der Einwohner lebten unterhalb der Armutsgrenze.

## Orte
Neben Streubesiedlung lebt die Bevölkerung der Lebanon Township in folgenden Ortschaften:
- Lebanon1 (City)
- Summerfield (Village)

1 – teilweise in der O’Fallon Township